# Carlos Mijares
Carlos Mijares Bracho (Ciudad de México, 26 de abril de 1930-Ibidem, 19 de marzo de 2015) fue un arquitecto mexicano. Su arquitectura se caracteriza por el uso magistral de la geometría y el tabique, creando obras en donde se retoman elementos arquitectónicos como las bóvedas, arcos y trompas para crear espacios en donde la luz y las sombras juegan un papel preponderante.

## Biografía
El arquitecto Carlos Mijares Bracho nació en la Ciudad de México el 26 de abril de 1930.  Realizó sus estudios profesionales en la Escuela Nacional de Arquitectura entre 1948 y 1952 obteniendo el título de arquitecto en 1965 con el trabajo terminal: “Algunas consideraciones sobre el fenómeno arquitectónico: dos estudios sobre habitación para obreros y tres construcciones industriales”.
En la introducción de dicho trabajo Mijares menciona que el trabajo resume sus inquietudes con relación a la teoría y la práctica en la arquitectura.  Asimismo, el contenido muestra los esbozos de lo que posteriormente plantearía en su libro “Tránsitos y Demoras:  esbozos sobre el quehacer arquitectónico” (2002).
Para el Arq. Mijares existen diversas influencias en la arquitectura que se realiza en el país, una de ellas y de gran importancia para el arquitecto es la arquitectura prehispánica.  De ésta Mijares destaca su relación con el paisaje al mimetizarse en el mismo y el manejo del espacio mediante el uso de las plataformas.  Influenciado por estas ideas su producción arquitectónica se caracteriza por el reconocimiento del sitio y la utilización de los materiales regionales en la misma.
En tanto en relación con sus influencias internacionales a través de la lectura de sus textos puede observarse una afinidad con arquitectos como Louis  Kahn y Alvar Aalto, para quienes el lugar, y los elementos naturales juegan un papel muy importante en su obra.
Asimismo, su amor por la historia se refleja en sus obras al retomar elementos de la historia de la arquitectura en la construcción de sus edificios. Este amor por la historia puede observarse en la construcción de la Parroquia de Ciudad Hidalgo en donde se busca “evocar las raíces históricas de la capilla abierta”.

## Actividad docente
Inicia sus actividades como docente en la Escuela Nacional de Arquitectura de la UNAM EN 1955 en donde imparte el Seminario de Historia de la Arquitectura, labor que desarrollara hasta el 2014. Fundando el Taller Experimental de Composición Arquitectónica (TECA) en la Facultad de Arquitectura de la UNAM.  En 1994 imparte la Cátedra Extraordinaria Federico Mariscal con el tema “Estancias y recorridos arquitectónicos, en el lugar, en el espacio y en el tiempo”.
Fue profesor del Departamento de Arquitectura de la Universidad Iberoamericana desde 1967 hasta 1975, del Departamento de Arquitectura de la Universidad de Colima entre 1996-98 en donde se le otorgó la distinción de Maestro Universitario Distinguido en 1996, y en el  Instituto Superior de Arquitectura y Diseño en Chihuahua desde 1992 reconociendo su calidad docente en 2002 con el Premio Sol de Arena..  En la Universidad Latina de México, impartió en 2003 la Cátedra Extraordinaria Francisco Eduardo Tresguerras con el tema “Humanismo, Arte y Arquitectura”.  En 2013 impartió en la Universidad Marista el Taller de talleres en donde participaron 50 docentes de las Escuelas de Arquitectura, Diseño de Interiores y Diseño Gráfico.
Asimismo, impartió cátedras, cursos, conferencias y seminarios en Costa Rica, Colombia, Venezuela, España, Francia, Alemania y Holanda.
En 2004 dona su archivo personal al Archivo de Arquitectos Mexicanos (actualmente Acervo de Arquitectura Mexicana)  de la Facultad de Arquitectura de la UNAM, el cual contiene planos, fotografías, libretas, maquetas, entre otros objetos.
Su pasión por la arquitectura y la difusión de la misma lo llevó a ser fundador y director de Menhir, Investigación y Difusión de la Cultura Arquitectónica, AC, así como crear el proyecto Estancias y Recorridos Arquitectónico en el espacio y en el tiempo, el cual busca comunicar la importancia del patrimonio arquitectónico de México para un público no especializado a través de un conjunto de 24 videos, de los cuales tan sólo se crearon siete.
El arquitecto Carlos Mijares falleció el 10 de marzo de 2015 en la Ciudad de México, a decir de Ricardo Legorreta, sin haber recibido el reconocimiento que merecía.

## Publicaciones
Aunado a su labor académica, el Arq. Mijares buscó la difusión de sus ideas y conceptos con relación a la arquitectura con la publicación de los siguientes textos:
1971    Arquitectura de Nuestro Tiempo
1997    San Ángel
2000    La petatera, sabiduría decantada
2002    Tránsitos y demoras, esbozos sobre el quehacer arquitectónico
2005    Ramón Marcos.  Arquitecto, maestro y constructor, vida y obra
Además de estos libros, publicó diversos textos y participó en múltiples entrevistas en medios nacionales e internacionales en donde expresaba sus ideas sobre la cultura, la historia y el quehacer arquitectónico nacional e internacional. Estos textos permiten entender la coherencia entre su teoría y su obra.

## Producción arquitectónica
Su obra no fue numerosa, pero realizó edificios de gran calidad sin importar su escala o función, poniendo atención al detalle en cada una de ellas y buscando tanto la habitabilidad como la funcionalidad.  En ellas la luz juega un papel muy importante como en la obra de Kahn o la utilización de los materiales locales y el análisis del sitio y sus condiciones como en el caso de Alvar Aalto.
De acuerdo con Louise Noelle Gras la obra de Carlos Mijares se puede dividir en dos periodos, el primero que abarca la década de los sesenta en donde realiza obras de arquitectura industrial y una segunda etapa en donde la mayor parte de la obra estaría dedicada al culto religioso.

Casa Habitación
1948-49  Casa Habitación.  Col Vértiz Narvarte, Ciudad de México
1940-50  Casa Guerrero.  Lomas de Chapultepec.  Ciudad de México
1949-50  Casa Ocadiz.  Lomas de Chapultepec.  Ciudad de México
1951-52  Casa Cabrera.  Lomas de Chapultepec.  Ciudad de México.
1953-54  Casa Fernández.  Lomas de Chapultepec.  Ciudad de México
1959-59  Casa Carral.  Barrio del Niño Jesús.  Ciudad de México.
1958-59  Casa Mijares.  Coyoacán.  Ciudad de México
1958-59   Casa Bracho.  Pedregal San Ángel.  Ciudad de México
1959-61  Casa Fernández.  San José Insurgentes.  Ciudad de México.
1961-62  Casa Alonso.  Lomas de Chapultepec.  Ciudad de México
1962-63  Casa Grosz.  Lomas de Chapultepec.  Ciudad de México
1963-64  Casa Rullán.  Lomas de Chpaultepec.  Ciudad de México
1963-64  Casa Cabrera.  Pedregal de San Ángel.  Ciudad de México
1965-66  Casa Castillón.  Lomas de Tecamachalco.  Ciudad de México
1967-68  Casa Díaz Barreiro.  Las Águilas.  Ciudad de México

Edificios Industriales
1961-64  Fertilizantes del Bajío, Salamanca Gto.
1962-63  Fábrica Borg & Beck, Industrial Vallejo, Ciudad de México
1964-65  Fábrica de Bujías Champion, Industrial Vallejo, Ciudad de México
1964-65  Planta Automotriz Vehículos automotores Mexicanos, Lerma, Estado de México.
1978-80 Bodega de refacciones, taller de servicio y oficinas VAM, Industrial Vallejo, Ciudad de México

Edificios Religiosos
1968-83  Parroquia de Nuestra Señora del Perpetuo Socorro, Ciudad Hidalgo, Mich.
1980       Parroquia de San José Lázaro Cárdenas, Mich.
1980-89  Parroquia de San José Obrero en La Coyota, Mich.
1982-88  Iglesia San José Purúa, Mich.
1984-86  Capilla del Panteón de Jungapeo, Jungapeo Mich.
1988-92  Parroquia episcopal de Christ Church, Ciudad de México

Edificios de Servicios.
1972-74  Sucursal de Banfoco en Guaymas, Sonora.
1974-76  Edificio de departamentos.  San José Insurgentes. Ciudad de México
1984-86  Centro de cómputo y oficinas de la coordinación y programación del gobierno del Estado.  Morelia, Mich.
1995-96  Centro comunitario, Bogotá Colombia.
1998     Espacio bajo un árbol, Facultad de Arquitectura y Diseño UC, Colima, Col.

## Reconocimientos
A lo largo de su carrera académica, profesional y de divulgación, la cual se expandió a lo largo de seis décadas, el Arq. Mijares se hizo acreedor a los siguientes reconocimientos:

1994  Premio Luis Barragán del Colegio de Arquitectos
1999  Creador emérito del Sistema Nacional de Creadores del FONCA
2001  Premio Universidad Nacional, UNAM
2002  Premio Sol de Arena  ISAD
2013  Medalla de Bellas Artes, INBA
2014  Académico Honorario de la Academia de Artes, México